# Uksed
Uksed (zu deutsch Türen) ist der Titel eines estnischen Musikfilms aus dem Jahr 1969. Er wurde unter seinem gleichbedeutenden russischsprachigen Titel Двери in der gesamten Sowjetunion gezeigt.

## Produktion
Der Farbfilm entstand als Auftragswerk des sowjetischen Fernsehens. Die Dreharbeiten fanden zwischen Juni und Oktober 1969 in der estnischen Hauptstadt statt.
Der Film stellt die leichte Musik der Estnischen SSR vor der Kulisse der Tallinner Altstadt und des estnischen Freilichtmuseums in Rocca al Mare mit seinen historischen Häusern vor. Daneben spielt der Film in einem Revuetheater, das im Studio von Tallinnfilm errichtet worden war.
In dem Film treten die beliebtesten estnischen Künstler und Bands (Laine, Collage) der damaligen Zeit auf. Durchgängiges Motiv sind – wie der Titel vermuten lässt – Türen, die sich öffnen und schließen.
Der Film ist praktisch in drei Bereiche gegliedert. Sie beschäftigen sich mit der Rezeption estnischer Volkslieder in der modernen Musik, populären Schlager bekannter estnischer Künstler sowie eingängigen Jazzmelodien. Daneben zeigt der Film auch Tanzeinlagen.
Der Streifen hatte am 25. Mai 1970 in Tallinn Premiere. Er ist heute praktisch vergessen.